# Schwarzenbach (Bärnau)
Schwarzenbach ist ein Gemeindeteil der Stadt Bärnau und eine Gemarkung im oberpfälzer Landkreis Tirschenreuth.
Das Pfarrdorf liegt fünf Kilometer nordwestlich von Bärnau und westlich vom Schwarzbach an der Staatsstraße 2173.
Die Gemarkung besteht aus zwei Gemarkungsteilen. Der größere Teil liegt im Nordwesten des Gemeindegebiets von Bärnau und auf ihm die Gemeindeteile Grün, Iglersreuth, Lodermühl, Ödwaldhausen, Schwarzenbach und Tännersreuth. Der Gemarkungsteil 1 liegt im Süden von Tirschenreuth und auf ihm der Gemeindeteil Lodermühl.

## Geschichte
Die Gemeinde Schwarzenbach hatte 1961 eine Fläche von 1623,93 Hektar und 629 Einwohner, 274 davon im Pfarrdorf Schwarzenbach. Die Gemeinde hatte sechs Orte, Grün, Iglersreuth, Lodermühl, Ödwaldhausen, Schwarzenbach und Tännersreuth. Im Zuge der Gebietsreform in Bayern wurde die Gemeinde am 1. Mai 1978 aufgelöst und fast vollständig nach Bärnau eingegliedert, Lodermühl kam zu Tirschenreuth.